# Pandanus rubricinctus
Pandanus rubricinctus är en enhjärtbladig växtart som beskrevs av Harold St.John. Pandanus rubricinctus ingår i släktet Pandanus och familjen Pandanaceae. Inga underarter finns listade.